# 篠山線
篠山線（日语：／ Sasayama sen */?）是一條曾经連結日本兵庫縣多紀郡丹南町（今丹波篠山市）的篠山口站至同郡多紀町（今丹波篠山市）的福住站，屬於日本國有鐵道（國鐵）的鐵路線。于1972年3月1日廢除。

## 路線資料
- 路線距離（營業距離）：篠山口－福住間 17.6公里
- 軌距：1067毫米
- 站數：6個（包括起終點站）
- 複線路段：沒有（全線單線）
- 電氣化路段：沒有（全線非電氣化（日语：非電化））
- 閉塞方式：人工閉塞式（全線1閉塞）

## 历史
在太平洋战争中，为运输丹波地区产出的锰和硅矿石，形成避免拥有受到攻击风险的沿海走向的山阳本线旁路，联结福知山線的篠山站（现时的篠山口站）和山阴本线的园部站（改正铁道敷设法别表第78号），国铁决定建设篠山线。其中，由于金属资源紧缺，因此建设中使用了于1943年因被指定为不要不急线而停止运行的有马线的钢轨等材料。1944年，篠山口站 - 福住站开业，与此同时自1913年开始连接篠山站至篠山町（当时）的市街地的篠山鐵道被废除。然而，由于战争于翌年的1945年结束，福住站 - 园部站的建设也被中止。
尽管篠山线在此之后对地方运输作出了一定的贡献，但由于建设时需要尽快向园部延伸，因此篠山站并未设置在篠山町的中心地带，而是在距离中心地带有相当距离的丹南町内，这导致篠山线的乘客数量较少。1968年，篠山线被指定为“赤字83线”之一。由此，沿线居民对此发起了强烈的反对废除运动。然而，福知山铁道管理局成立了专项组，并对沿线居民进行逐一谈判，最终说服了大众。
国铁亦和兵库县进行了交涉。最终，当地自治体和国铁管理局长于1971年8月27日签订了包括在1980年前完成福知山線的复线电气化工程在内的备忘录，其中亦包括了关于在1972年3月1日废除篠山线的协议。然而，篠山口站附近的电气化工程实际于1986年才完成，而复线化则被推迟至1997年，这进一步加深了旧篠山线沿线居民的出行不便，亦导致了当地的衰退。
此外，国铁巴士曾于1934年开始运行连接篠山口站 - 园部站的园篠线巴士，后来继承至西日本JR巴士，但于2002年撤退，并被神姬绿巴士（移交时为神姬巴士）连接篠山口站 - 福住和京阪京都交通连接福住 - 园部站的线路取代。

### 年表
- 1944年（昭和19年）3月21日：篠山口站 - 福住站 (17.6 km) 开业，新设篠山站、八上站、丹波日置站、村云站、福住站[8]。
- 1971年（昭和46年）9月7日：因同当地达成了篠山口站 - 福住站废除问题的协议，向运输省申请于1972年（昭和47年）3月1日废除该线。
- 1972年（昭和47年）3月1日：全线 (17.6 km) 废除[9]。

## 运行形态
- 1944年3月21日开业时
  - 运行班次：篠山口站 - 篠山站每日9对，篠山站 - 福住站每日5对
  - 所需时间：全线35 - 57分钟
- 1972年3月1日废除时
  - 运行班次：篠山口站 - 福筑站每日6对（假日为5对）
  - 所需时间：全线33 - 39分钟

并无单独运行的货物列车，而是以通过由柴联车牵引货车车厢的混合列车运行货物。

## 車站列表
接續路線的公司名以篠山線廢除時為準。現在所有車站都位於兵庫縣丹波篠山市。
| 中文站名 | 日文站名 | 英文站名 | 站間距離 | 營業距離 | 接續路線               | 所在地       |
| -------- | -------- | -------- | -------- | -------- | ---------------------- | ------------ |
| 篠山口   |          |          | -        | 0.0      | 日本國有鐵道：福知山線 | 多紀郡丹南町 |
| 篠山     |          |          | 5.0      | 5.0      |                        | 多紀郡丹南町 |
| 八上     |          |          | 3.8      | 8.8      |                        | 多紀郡篠山町 |
| 丹波日置 |          |          | 1.8      | 10.6     |                        | 多紀郡城東町 |
| 村雲     |          |          | 3.6      | 14.2     |                        | 多紀郡多紀町 |
| 福住     |          |          | 3.4      | 17.6     |                        | 多紀郡多紀町 |

## 轶事
在篠山线废除数年后，由福知山铁道管理局文书课向国铁总裁提交的篠山线废除申请书和篠山线的相关数据等内部文件、呼吁居民理解废除篠山线这一决定的小册子和国铁同地方就关于铁路废除一事的补偿措施的协议书等资料被一并捐赠。这些资料如今被保留在丹波篠山市的丹波篠山市立中央图书馆供人阅览。
2014年（平成26年）3月21日，在篠山线开通70周年之际，市民团体于同年3月15日和16日启动了相关的旅行体验项目。当地通过使用当时使用过的轨道和枕木，在原址象征性存在的混凝土桥梁上铺设了轨道。该轨道至今仍錯，并且一旁的道路上亦设置了“篠山线废线迹”的指示牌。
2016年（平成28年）2月28日，当地自治体和团体在八上站周边1公里的范围内铺设了超过5000个塑料制轨道，再现了告别列车运行时的场景。